# Ernest Mérimée
Ernest Mérimée (Lyon, 1846-Madrid, 1924) fue un hispanista francés, padre del también hispanista Henri Mérimée.

## Biografía
Fue profesor titular de la primera cátedra francesa de lengua y literatura españolas creada en la Universidad de Toulouse en 1886 y fundador en 1908 (junto a Rodrigo de Sebastián) de los Cursos de Verano de Burgos, los más antiguos de España. Interesado en la cultura española, igual que su tío Prosper Mérimée, impulsó los estudios hispánicos en Francia, tanto en la enseñanza como en la investigación. En unión con Pierre Paris fundó el Instituto Francés de Madrid, en cuya dirección le sucedió su hijo. Escribió Essai sur la vie et les œuvres de don Francisco de Quevedo (1886), donde advierte en Quevedo a un intérprete de la decadencia española. Se le debe también una edición crítica de Las mocedades del Cid de Guillén de Castro, en la que además estudia su influjo en Le Cid de Pierre Corneille. Tradujo al francés el Poema de mio Cid y un Romancero y compuso un Manual de historia de la literatura española. También escribió numerosos artículos en revistas especializadas de Filología Hispánica.

## Fuente
- Germán Bleiberg y Julián Marías, Diccionario de literatura española. Madrid: Revista de Occidente, 1964 (3.ª ed.)